# 耶律收国奴
耶律收国奴（1215年—1259年），耶律留哥的孙子，耶律薛阇的儿子，1226年，作为人质留在大蒙古国汗庭。1238年，薛阇卒，收国奴袭爵，被封为行广宁府路总管军民万户府事，改名石剌，南征高丽王朝，有功。1251年，蒙哥以石剌三代为国效力，命益金再造所佩的虎符，赐给他。让他辅佐诸王也苦、扎剌台控制高丽。1259年，收国奴卒，年四十五。长子耶律古乃嗣位。

## 延伸阅读
[在维基数据编辑]
 《新元史/卷134》，出自柯劭忞《新元史》